# Église catholique du Christ-Roi de Riga
L'église catholique du Christ-Roi de Riga (letton : Rīgas Kristus Karaļa katoļu baznīca) est une église catholique située dans le quartier de Sarkandaugava à Riga en Lettonie,.  

## Historique
Au début du XXe siècle, de nombreux catholiques vivaient à Sarkandaugava, ouvriers des usines locales, mais il n'y avait pas d'église catholique dans les environs. 
Les premières salles de prière pour les résidents catholiques vivant à Sarkandaugava et ses environs étaient situées au 52, rue Duntes, au premier étage d'un immeuble privé de cinq étages, mais ces locaux n'étaient pas suffisants pour la communauté grandissante.
La collecte de fonds pour la construction de l'église débuta en 1912. On pensait qu’une église temporaire en bois serait d’abord construite, puis remplacée par une église en pierre. La collecte de fonds s'est achevée en 1914, mais le démarrage des travaux est empêché par la Première Guerre mondiale : les usines et leur personnel sont évacués.
La question de la construction d'une église ne fut à nouveau posée qu'en 1930, lorsqu'un nouvel emplacement fut déterminé. 
La construction de l'église a commencé en 1935 selon les plans de l'architecte Indriķis Blankenburgs et K. Reisons, les fondations ont été consacrées le 27 octobre 1935 par le métropolite Antonijs Springovičs. Cependant, il n'y avait pas assez de fonds pour poursuivre les travaux de construction. L'église a organisé des événements caritatifs pour collecter des fonds,.
En 1936, un presbytère fut construit à côté de l'église et en 1938, le projet fut révisé par l'ingénieur civil A. Strazdiņš.
En 1939, le président letton Kārlis Ulmanis a fait don de 5 000 lats pour sa construction. En 1940, le pape Pie XII a fait don d'une croix dorée à l'effigie du Sauveur à la loterie de collecte de fonds pour le nouveau bâtiment, qui a été remportée par le doyen de l’Église catholique romaine Saint-Jacques de Rudzāti, A. Juhnevich.
La construction dura jusqu'en 1944 et la consécration eut lieu le 26 avril 1943.
Kazimirs Vilnis fut le premier doyen de la congrégation jusqu'à ce qu'il émigre en Suède lors de la retraite des troupes nazies en 1944.
Après la Seconde Guerre mondiale, l’Église est restée active tout au long du régime soviétique.
La paroisse était dirigée par le doyen Pāvils Jankovskis, qui fut enterré dans le jardin de l'église après sa mort.
À côté de l'église se trouve le cimetière Saint-Joseph, ainsi que presbytère construit en 1936.
En 2003-2004, le clocher de 35 mètres de haut prévu dans le projet initial a été construit.
Le métropolite Zbigņevs Stankevičs (lv), archevêque de Riga de l'Église catholique romaine, a été vicaire de la paroisse Christ-Roi de Riga.
En 2024, il y a une école paroissiale associée à l'église. L'église a une chorale et organise des réunions pastorales pour les jeunes et des groupes de prière pour les hommes et pour les femmes. 
Les messes sont dites en letton, en russe et en polonais.

## Galerie

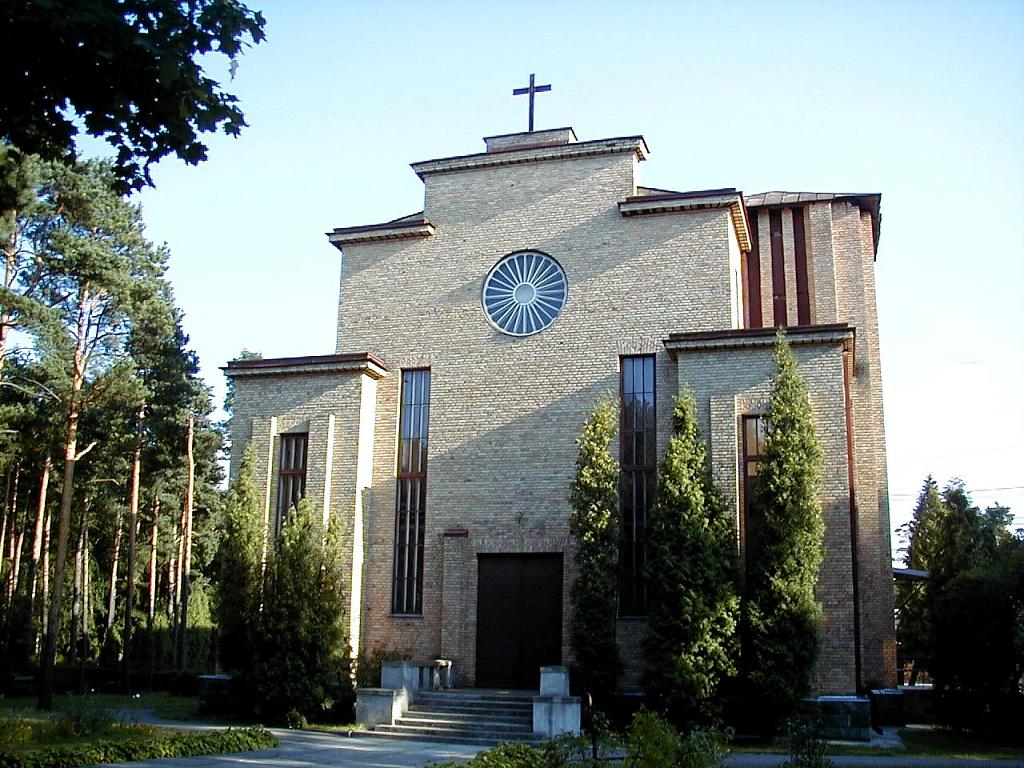
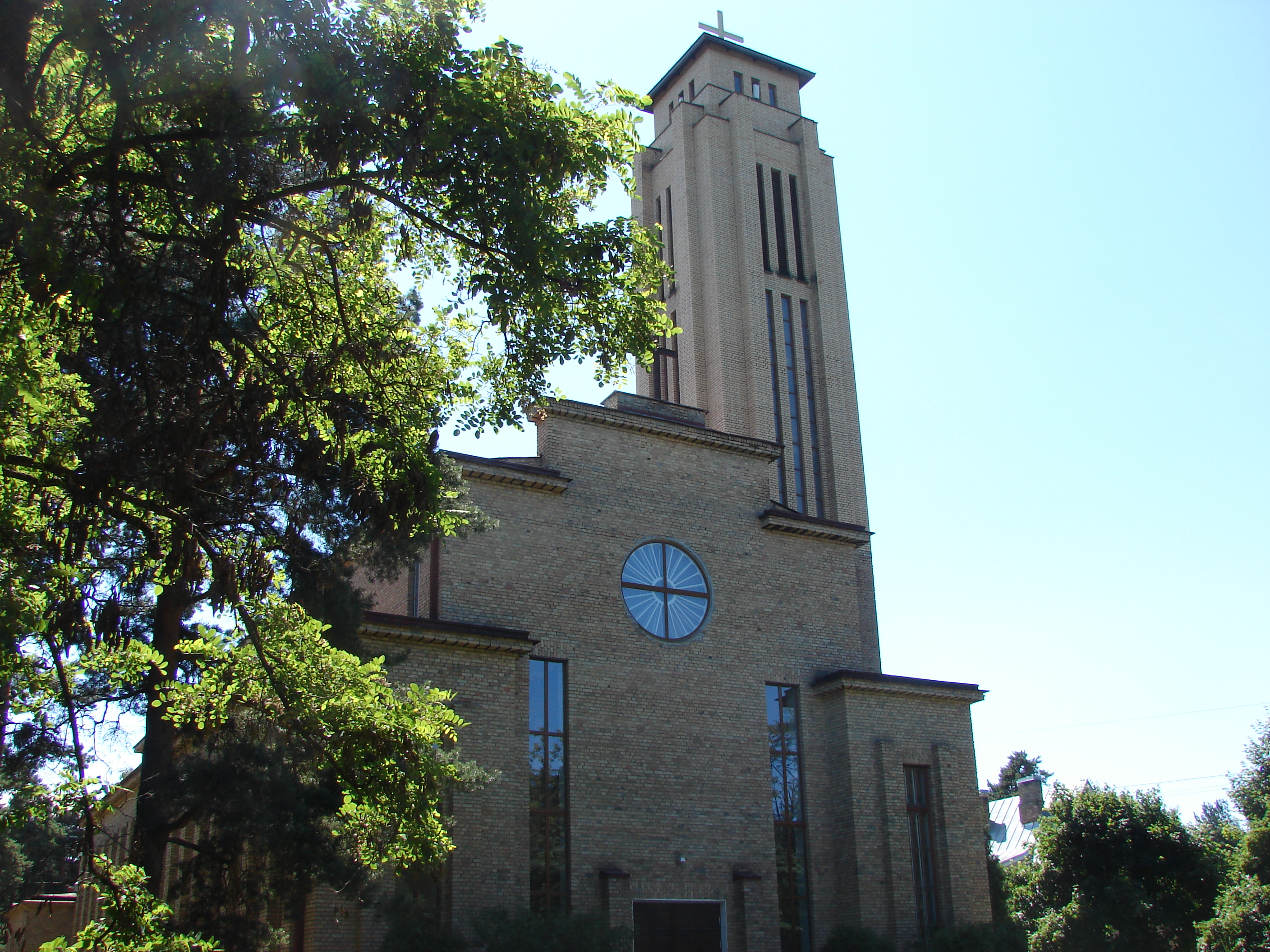